# 蒙哥马利 (俄亥俄州)
蒙哥马利（Montgomery）是美国俄亥俄州汉密尔顿县的一座城市。根据2000年美国人口普查，共有10163人，其中白人占94%、亚裔美国人占3.26%、非裔美国人占1.57%。

## 友好城市
- 法國讷伊-普莱桑斯